# مؤسسه ملی علوم محاسباتی (آمریکا)
موسسه ملی علوم محاسباتی آمریکا (به انگلیسی: National Center for Computational Sciences) مشهور به NCCS، مهمترین مرکز کامپیوتری وزارت نیرو ایالات متحده آمریکا می‌باشد.
وظیفه این مرکز فدرال پیشبرد تحقیقات علوم و فناوری در حیطه ابررایانه‌ها و علوم کامپیوتری می‌باشد.
این موسسه متعلق به وزارت نیرو ایالات متحده آمریکا، و توسط دانشگاه تنسی اداره می‌شود، و در آزمایشگاه ملی اوک ریج واقع گردیده است.

## وب‌گاه رسمی
- وبگاه رسمی